# (11642) 1997 AN21
1997 أي أن 21 (ويعرف أيضًا باسم (11642) 1997 أي أن 21 وفق تسمية الكوكب الصغير) (بالإنجليزية: 1997 AN21)‏ هو كويكب ضمن حزام الكويكبات؛ وترتيبه 11642 من حيث الاكتشاف.
اكتُشف هذا الجُرم الفلكي بواسطة Yoshisada Shimizu ‏ في 13 يناير 1997.

## وصلات خارجية
- (11642) 1997 AN21 في قاعدة بيانات مختبر الدفع النفاث لأجرام النظام الشمسي الصغيرة

- الاكتشاف · مخطط المدار ·  العناصر المدارية · المعلمات المادية

- (11642) 1997 AN21 على موقع ويكي سكاي: DSS2, SDSS, GALEX, IRAS, Hydrogen α, X-Ray, Astrophoto, Sky Map, Articles and images